# RG-9 Albatros
RG-9 Albatros, este un planor biloc în tandem, proiectat ca planor de antrenament și de performanță de către Vladimir Novițchi în anul 1958, și construit la CIL-Reghin într-un număr de 25 exemplare.

## Proiectare și construcție
Albatros este un planor cu structură din lemn cu aripă mediană în consolă. Aripile au o profunzime la consolă de 1,60 m, care se micșorează la 0,66 m la vârf și au un unghi diedru de 1,5°. Au fost construite cu un singur lonjeron principal cu o cutie de torsiune până la bordul de atac acoperită cu placaj și cu material textil în spatele lonjeronului până la bordul de fugă. Aripa era prevăzută cu eleroane din lemn acoperite cu pânză și cu frâne aerodinamice.
Fuzelajul era monococă din placaj, iar ampenajul era de asemenea acoperit cu placaj și pânză, cu stabilizatorul fixat în partea de sus a fuzelajului. Locurile echipajului erau în tandem sub o capotă continuă cu două secțiuni separate de deschidere prin rabatere laterală. Avea un tren de aterizare fix cu două roți pe un ax scurt sub fuzelaj și o patină integrală. În repaus, era așezat pe roți și pe bechie.
Albatros a zburat pentru prima dată la 1 iunie 1958.
Secția de construcții aeronautice din Reghin fiind desființată în 1958, RG-9 Albatros a fost ultimul planor construit în Reghin.

## Date tehnice
Caracteristici generale
- Echipaj: 2
- Anvergura: 16,45 m
- Lungime: 7,89 m
- Înălțimea: 1,29 m
- Alungirea aripii: 13,5
- Tren de aterizare: o talpă principală (patină), două roți pe ax scurt, bechie
- Profilul aripii: Göttingen 535/539. Aripă mediană, din două piese montete în consolă
- Greutate gol: 290 kg
- Greutate cu echipaj: 470 kg
- Structură: lemn și pânză

Performanțe
- Viteza de angajare: 55 km/h
- Viteza maximă: --
- Finețe maximă: 25 la 79 km/h
- Viteza de coborâre : 0,85 m/s la 62 km/h
- Încărcarea pe suprafață: 23,5 kg/m²